# Dans în oraș
Dans în oraș este o pictură în ulei pe pânză realizată de Auguste Renoir în 1883 și aflată în prezent la Musée d'Orsay din Paris. Dansatorii sunt modelul Suzanne Valadon și prietenul lui Renoir, Paul Auguste Lhôte.
Această lucrare, împreună cu picturile Dans la țară și Dans la Bougival, a fost realizată la comandă pentru comerciantul de artă Paul Durand-Ruel. Toate cele trei au fost pictate în 1883 cu două persoane dansând în medii diferite.

## Picturi complementare
Picturile complementare, Dans la țară și Dans la Bougival, înfățișează și ele un cuplu dansând.

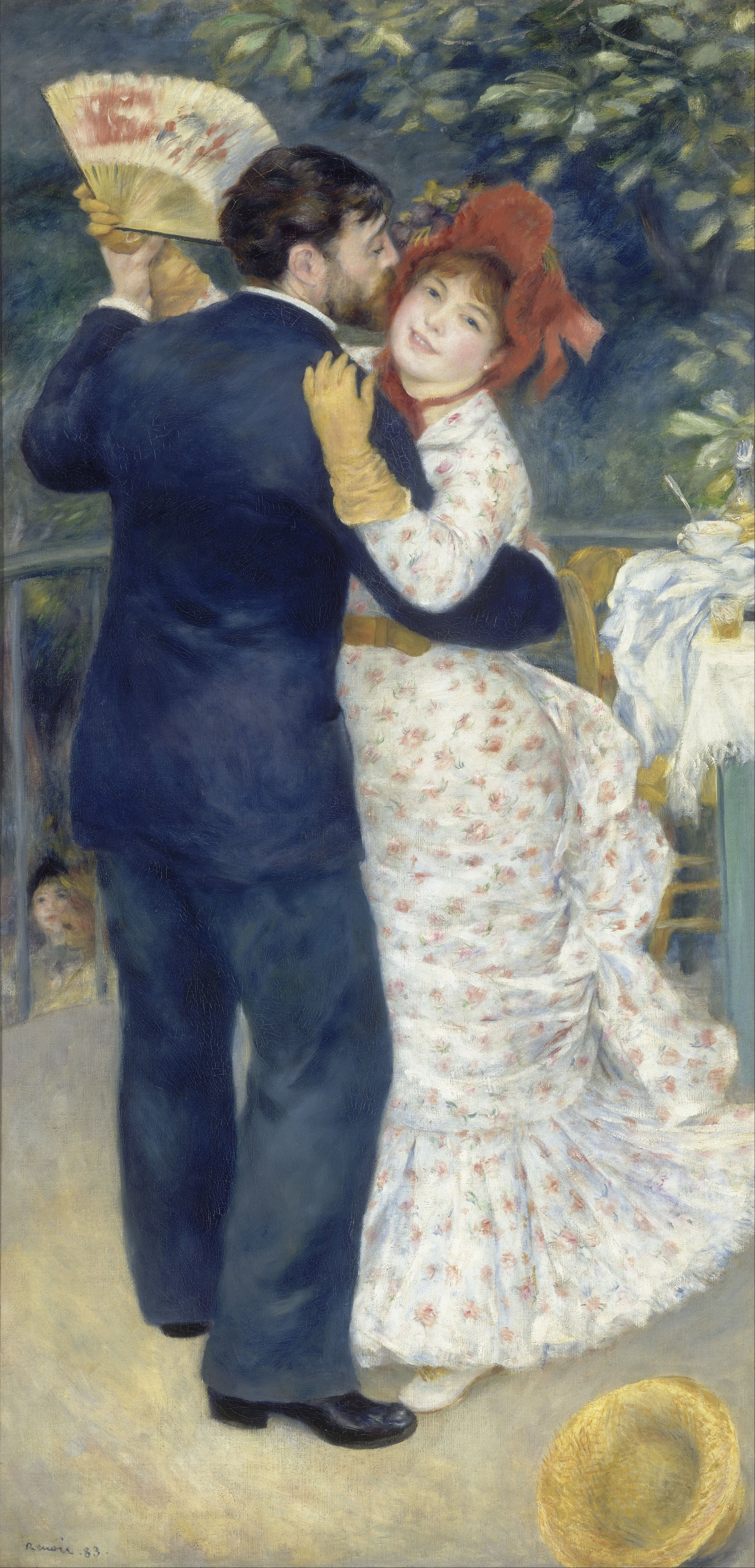
Dans la țară, 1883
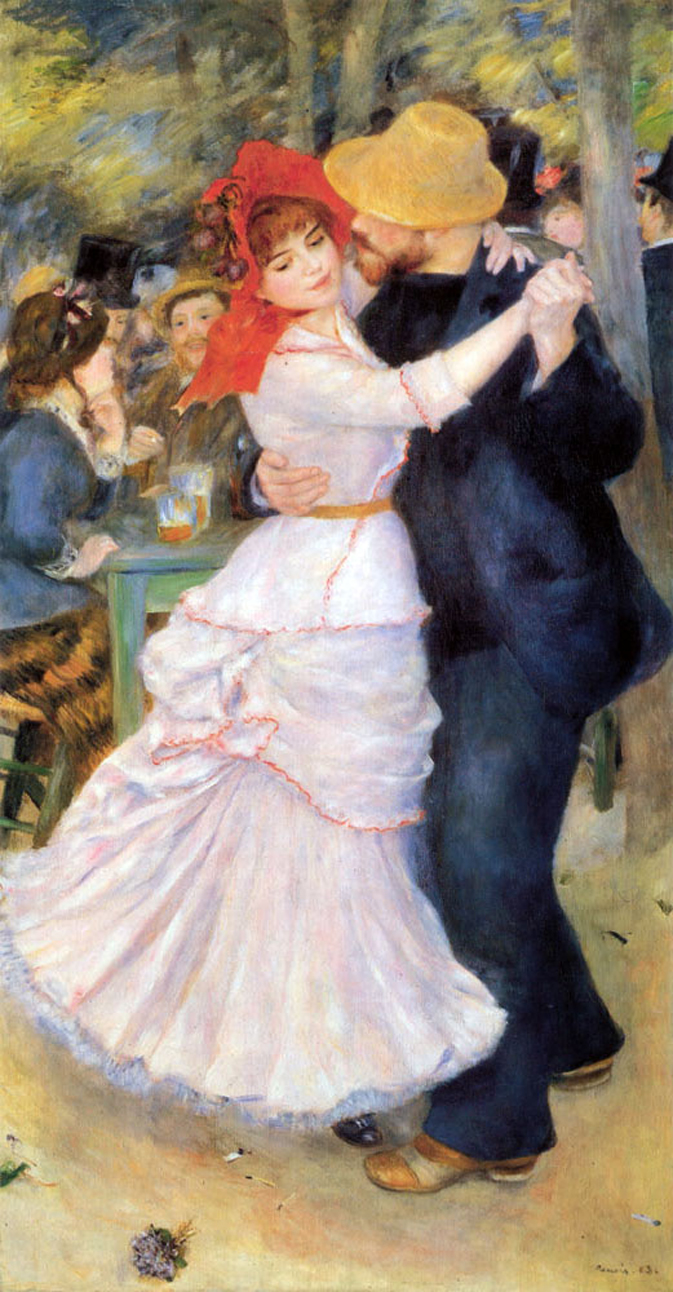
Dans la Bougival, 1883